# Grange pyramidale des Chênués
La grange pyramidale des Chênués (ou Chênuets) est un édifice rural caractéristique du Pays-Fort, sur la commune de Jars, dans le Cher, en France.

## Localisation
La grange est érigée au lieu-dit des Chênués, à 4 km à l'ouest du centre de Jars. Avec quatre autres bâtiments, elle forme un corps de ferme.

## Historique
La grange est choisie comme l'un des 18 sites emblématiques retenus pour le loto du patrimoine en 2020.